# ナガバオモダカ
ナガバオモダカ（学名：Sagittaria graminea、漢字表記：長葉面高）は、オモダカ科オモダカ属の水生植物の一種。街の花屋などではジャイアントサジタリアと呼ばれている。

## 分布
北アメリカを原産地とする。帰化植物として日本にも移入分布する。

## 特徴
多年生の抽水植物で、湖沼や河川に繁茂する。4-9月に白い花を咲かせる。雌雄異株だが、日本に生育するのは雌株のみである。7-30cm程度の長さの葉は、長い楕円形で葉縁に鋸歯はない。

## 外来種問題
日本では1970年に京都市にある国の天然記念物にも指定されている深泥池で初めて発見され、その後も関東地方各地に定着した。ジャイアントサジタリアの名称で、観賞用水草として流通している。
ナガバオモダカは水辺に大増殖することで在来の水生植物の生育地を奪い、水域生態系を破壊することが指摘されている。そうした危険性から外来生物法により要注意外来生物に指定されている。本種は走出枝によって容易に繁殖するため、環境省や研究者はナガバオモダカの栽培者に対して本種を野外へ遺棄しないように呼びかけている。